# HMGB3
HMGB3 (англ. High mobility group box 3) – білок, який кодується однойменним геном, розташованим у людей на X-хромосомі. Довжина поліпептидного ланцюга білка становить 200 амінокислот, а молекулярна маса — 22 980.
| 10         |  | 20         |  | 30         |  | 40         |  | 50         |
| ---------- |  | ---------- |  | ---------- |  | ---------- |  | ---------- |
| MAKGDPKKPK |  | GKMSAYAFFV |  | QTCREEHKKK |  | NPEVPVNFAE |  | FSKKCSERWK |
| TMSGKEKSKF |  | DEMAKADKVR |  | YDREMKDYGP |  | AKGGKKKKDP |  | NAPKRPPSGF |
| FLFCSEFRPK |  | IKSTNPGISI |  | GDVAKKLGEM |  | WNNLNDSEKQ |  | PYITKAAKLK |
| EKYEKDVADY |  | KSKGKFDGAK |  | GPAKVARKKV |  | EEEDEEEEEE |  | EEEEEEEEDE |
|            |  |            |  |            |  |            |  |            |

A: Аланін

C: Цистеїн

D: Аспарагінова кислота

E: Глутамінова кислота

F: Фенілаланін

G: Гліцин

H: Гістидин

I: Ізолейцин

K: Лізин

L: Лейцин

M: Метіонін

N: Аспарагін

P: Пролін

Q: Глутамін

R: Аргінін

S: Серин

T: Треонін

V: Валін

W: Триптофан

Кодований геном білок за функцією належить до фосфопротеїнів. 
Задіяний у таких біологічних процесах, як імунітет, вроджений імунітет, транскрипція, регуляція транскрипції, ацетилювання. 
Білок має сайт для зв'язування з ДНК. 
Локалізований у цитоплазмі, ядрі, хромосомах.